# Сарінья
Сарінья (кат. Serinyà) - місто, розташоване в Автономній області Каталонія в Іспанії. 
Знаходиться у районі (кумарці) Пла-да-л'Астань провінції Жирона, згідно з новою адміністративною реформою перебуватиме у складі баґарії Жирона.

## Населення
Населення міста (у 2007 р.) становить 1 084 осіб (з них менше 14 років - 16,8%, від 15 до 64 - 65,2%, понад 65 років - 
18%). У 2006 р. народжуваність склала 16 осіб, смертність - 4 осіб, приріст населення склав 7
осіб. У 2001 р. активне населення становило 434 осіб, з них безробітних - 25 осіб. 

Серед осіб, які проживали на території міста у 2001 р., 705 осіб народилися в Каталонії (з них
433 осіб у тому самому районі, або кумарці), 94 осіб приїхало з інших областей Іспанії, а 51 осіб приїхало з-за кордону. 

Університетську освіту має 5,2
% усього населення. 

У 2001 р. нараховувалося 302 домогосподарств (з них 22,5% складалися з однієї особи, 23,8% з двох осіб,
21,5% з 3 осіб, 19,9% з 4 осіб, 7,6% з 5 осіб, 3,3
% з 6 осіб, 1,3% з 7 осіб, 0% з 8 осіб і 0% з 9 і більше осіб).

Активне населення міста у 2001 р. працювало у таких сферах діяльності : у сільському господорстві - 4,4%, у промисловості - 35,2%, на будівництві - 13,9% і у сфері обслуговування -
46,5%. 

 У муніципалітеті або у власному районі (кумарці) працює 284 осіб, поза районом - 300 осіб. 

### Доходи населення
У 2002 р. доходи населення розподілялися таким чином :
| \| Доходи населення за статтями доходів \| Доходи населення за статтями доходів \| Доходи населення за статтями доходів \| \| Рік \| 2002 р. \| 2001 р. \| \| ------------------------------------ \| ------------------------------------ \| ------------------------------------ \| \| Заробітна платня \| -% \| -% \| \| Доходи від ведення бізнесу \| -% \| -% \| \| Соціальна допомога \| -% \| -% \| |         |         |
| Доходи населення за статтями доходів |         |         |
| Рік | 2002 р. | 2001 р. |
| Заробітна платня | -%      | -%      |
| Доходи від ведення бізнесу | -%      | -%      |
| Соціальна допомога | -%      | -%      |

### Безробіття
У 2007 р. нараховувалося 22 безробітних (у 2006 р. - 30 безробітних), з них чоловіки становили 45,5%, а жінки -
54,5%.

## Економіка
У 1996 р. валовий внутрішній продукт розподілявся по сферах діяльності таким чином :
| \| Валовий внутрішній продукт \| Валовий внутрішній продукт \| Валовий внутрішній продукт \| \| Рік \| 1996 р. \| 1991 р. \| \| -------------------------- \| -------------------------- \| -------------------------- \| \| Сільське господарство \| -% \| -% \| \| Промисловість \| -% \| -% \| \| Будівництво \| -% \| -% \| \| Послуги \| -% \| -% \| |         |         |
| Валовий внутрішній продукт |         |         |
| Рік | 1996 р. | 1991 р. |
| Сільське господарство | -%      | -%      |
| Промисловість | -%      | -%      |
| Будівництво | -%      | -%      |
| Послуги | -%      | -%      |

### Підприємства міста
Промислові підприємства.
| \| Промислові підприємства міста, за сферою діяльності \| Промислові підприємства міста, за сферою діяльності \| Промислові підприємства міста, за сферою діяльності \| \| Рік \| 2002 р. \| 2001 р. \| \| --------------------------------------------------- \| --------------------------------------------------- \| --------------------------------------------------- \| \| Енергетичні та водні ресурси \| 11,1% \| 9,1% \| \| Хімія та метали \| 0,0% \| 0,0% \| \| Переробка металів \| 22,2% \| 18,2% \| \| Продукти харчування \| 33,3% \| 36,4% \| \| Текстиль \| 0,0% \| 9,1% \| \| Виробництво меблів, видання \| 22,2% \| 18,2% \| \| Інше \| 11,1% \| 9,1% \| \| Усього підприємств \| 9 \| 11 \| |         |         |
| Промислові підприємства міста, за сферою діяльності |         |         |
| Рік | 2002 р. | 2001 р. |
| Енергетичні та водні ресурси | 11,1%   | 9,1%    |
| Хімія та метали | 0,0%    | 0,0%    |
| Переробка металів | 22,2%   | 18,2%   |
| Продукти харчування | 33,3%   | 36,4%   |
| Текстиль | 0,0%    | 9,1%    |
| Виробництво меблів, видання | 22,2%   | 18,2%   |
| Інше | 11,1%   | 9,1%    |
| Усього підприємств | 9       | 11      |

Роздрібна торгівля.
| \| Підприємства роздрібної торгівлі міста, за сферою діяльності \| Підприємства роздрібної торгівлі міста, за сферою діяльності \| Підприємства роздрібної торгівлі міста, за сферою діяльності \| \| Рік \| 2002 р. \| 2001 р. \| \| ------------------------------------------------------------ \| ------------------------------------------------------------ \| ------------------------------------------------------------ \| \| Продукти харчування \| 54,5% \| 44,4% \| \| Одяг та взуття \| 9,1% \| 11,1% \| \| Товари для дому \| 0,0% \| 0,0% \| \| Книги та періодичні видання \| 0,0% \| 0,0% \| \| Промислова хімічна продукція \| 18,2% \| 22,2% \| \| Продукція, пов'язана з транспортними засобами \| 0,0% \| 0,0% \| \| Інше \| 18,2% \| 22,2% \| \| Усього підприємств \| 11 \| 9 \| |         |         |
| Підприємства роздрібної торгівлі міста, за сферою діяльності |         |         |
| Рік | 2002 р. | 2001 р. |
| Продукти харчування | 54,5%   | 44,4%   |
| Одяг та взуття | 9,1%    | 11,1%   |
| Товари для дому | 0,0%    | 0,0%    |
| Книги та періодичні видання | 0,0%    | 0,0%    |
| Промислова хімічна продукція | 18,2%   | 22,2%   |
| Продукція, пов'язана з транспортними засобами | 0,0%    | 0,0%    |
| Інше | 18,2%   | 22,2%   |
| Усього підприємств | 11      | 9       |

Сфера послуг.
| \| Підприємства міста, що працюють у сфері послуг, за діяльністю \| Підприємства міста, що працюють у сфері послуг, за діяльністю \| Підприємства міста, що працюють у сфері послуг, за діяльністю \| \| Рік \| 2002 р. \| 2001 р. \| \| ------------------------------------------------------------- \| ------------------------------------------------------------- \| ------------------------------------------------------------- \| \| Гуртова торгівля \| 11,1% \| 16,7% \| \| Готелі та готельний бізнес \| 25,9% \| 29,2% \| \| Транспорт та зв'язок \| 14,8% \| 16,7% \| \| Посередницькі фінансові послуги \| 3,7% \| 4,2% \| \| Послуги підприємствам \| 7,4% \| 4,2% \| \| Послуги фізичним особам \| 22,2% \| 16,7% \| \| Нерухомість та ін. \| 14,8% \| 12,5% \| \| Усього підприємств \| 27 \| 24 \| |         |         |
| Підприємства міста, що працюють у сфері послуг, за діяльністю |         |         |
| Рік | 2002 р. | 2001 р. |
| Гуртова торгівля | 11,1%   | 16,7%   |
| Готелі та готельний бізнес | 25,9%   | 29,2%   |
| Транспорт та зв'язок | 14,8%   | 16,7%   |
| Посередницькі фінансові послуги | 3,7%    | 4,2%    |
| Послуги підприємствам | 7,4%    | 4,2%    |
| Послуги фізичним особам | 22,2%   | 16,7%   |
| Нерухомість та ін. | 14,8%   | 12,5%   |
| Усього підприємств | 27      | 24      |

## Житловий фонд
У 2001 р. 5,6% усіх родин (домогосподарств) мали житло метражем до 59 м², 24,2% - від 60 до 89 м², 37,1% - від 90 до 119 м² і
33,1% - понад 120 м².

З усіх будівель у 2001 р. 37,3% було одноповерховими, 41,8% - двоповерховими, 20,9
% - триповерховими, 0% - чотириповерховими, 0% - п'ятиповерховими, 0% - шестиповерховими,
0% - семиповерховими, 0% - з вісьмома та більше поверхами.

## Автопарк
| \| Автомобілі, зареєстровані у місті, за призначенням \| Автомобілі, зареєстровані у місті, за призначенням \| Автомобілі, зареєстровані у місті, за призначенням \| \| Рік \| 2006 р. \| 2005 р. \| \| -------------------------------------------------- \| -------------------------------------------------- \| -------------------------------------------------- \| \| Приватні автомобілі \| 66,4% \| 67,2% \| \| Мотоцикли \| 7,7% \| 7,1% \| \| Вантажівки \| 23,1% \| 22,5% \| \| Трактори \| 0,3% \| 0,3% \| \| Автобуси та ін. \| 2,5% \| 3,0% \| \| Усього автомобілів \| 789 шт. \| 777 шт. \| |         |         |
| Автомобілі, зареєстровані у місті, за призначенням |         |         |
| Рік | 2006 р. | 2005 р. |
| Приватні автомобілі | 66,4%   | 67,2%   |
| Мотоцикли | 7,7%    | 7,1%    |
| Вантажівки | 23,1%   | 22,5%   |
| Трактори | 0,3%    | 0,3%    |
| Автобуси та ін. | 2,5%    | 3,0%    |
| Усього автомобілів | 789 шт. | 777 шт. |

## Вживання каталанської мови
У 2001 р. каталанську мову у місті розуміли 98,6% усього населення (у 1996 р. - 99,6%), вміли говорити нею 89,3% (у 1996 р. - 
92,8%), вміли читати 87,8% (у 1996 р. - 92,9%), вміли писати 77,5
% (у 1996 р. - 82,6%). Не розуміли каталанської мови 1,4%.

## Політичні уподобання
У виборах до Парламенту Каталонії у 2006 р. взяло участь 545 осіб (у 2003 р. - 549 осіб). Голоси за політичні сили розподілилися таким чином:
| \| Вибори до Парламенту Каталонії \| Вибори до Парламенту Каталонії \| Вибори до Парламенту Каталонії \| \| Рік \| 2006 р. \| 2003 р. \| \| -------------------------------------- \| ------------------------------ \| ------------------------------ \| \| Конвергенція та Єднання (CiU) \| 43,3% \| 44,3% \| \| Соціалістична партія Каталонії (PSC) \| 16,9% \| 17,9% \| \| Народна партія (PP) \| 5,3% \| 5,3% \| \| Ініціатива за зелену Каталонію (IC) \| 6,6% \| 5,6% \| \| Республіканська лівиця Каталонії (ERC) \| 24,4% \| 25,3% \| \| Громадянська партія (C's) \| 1,1% \| 0,0% \| \| Інші \| 2,4% \| 1,6% \| |         |         |
| Вибори до Парламенту Каталонії |         |         |
| Рік | 2006 р. | 2003 р. |
| Конвергенція та Єднання (CiU) | 43,3%   | 44,3%   |
| Соціалістична партія Каталонії (PSC) | 16,9%   | 17,9%   |
| Народна партія (PP) | 5,3%    | 5,3%    |
| Ініціатива за зелену Каталонію (IC) | 6,6%    | 5,6%    |
| Республіканська лівиця Каталонії (ERC) | 24,4%   | 25,3%   |
| Громадянська партія (C's) | 1,1%    | 0,0%    |
| Інші | 2,4%    | 1,6%    |

У муніципальних виборах у 2007 р. взяло участь 634 осіб (у 2003 р. - 551 осіб). Голоси за політичні сили розподілилися таким чином:
| \| Муніципальні вибори \| Муніципальні вибори \| Муніципальні вибори \| \| Рік \| 2007 р. \| 2003 р. \| \| -------------------------------------- \| ------------------- \| ------------------- \| \| Конвергенція та Єднання (CiU) \| 31,2% \| 59,5% \| \| Соціалістична партія Каталонії (PSC) \| 24,9% \| 40,5% \| \| Народна партія (PP) \| 0,0% \| 0,0% \| \| Ініціатива за зелену Каталонію (IC) \| 0,0% \| 0,0% \| \| Республіканська лівиця Каталонії (ERC) \| 43,8% \| 0,0% \| \| Громадянська партія (C's) \| 0,0% \| 0,0% \| \| Інші \| 0,0% \| 0,0% \| |         |         |
| Муніципальні вибори |         |         |
| Рік | 2007 р. | 2003 р. |
| Конвергенція та Єднання (CiU) | 31,2%   | 59,5%   |
| Соціалістична партія Каталонії (PSC) | 24,9%   | 40,5%   |
| Народна партія (PP) | 0,0%    | 0,0%    |
| Ініціатива за зелену Каталонію (IC) | 0,0%    | 0,0%    |
| Республіканська лівиця Каталонії (ERC) | 43,8%   | 0,0%    |
| Громадянська партія (C's) | 0,0%    | 0,0%    |
| Інші | 0,0%    | 0,0%    |